# Priuli
Priuli (auch Prioli) ist der Name einer bekannten venezianischen Adelsfamilie, die bis in das 14. Jahrhundert zurückreicht.

## Geschichte
Die Ursprünge der Familie sind umstritten, so wurde ihre adlige Herkunft aus dem Königreich Ungarn vermutet, aus dem sie im 8. Jahrhundert eingewandert seien, sowie eine Abstammung von der alten venezianischen Familie Caloprini oder die Herkunft aus Torcello in der Bucht von Venedig.
Die ersten schriftlichen Erwähnungen der Familie stammen aus dem 11. und 12. Jahrhundert, als sie sich in den Kreuzzügen hervortat und später mit dem Orient Handel trieb. Nach der Großen Serrata, der Ratsschließung von 1297 war die Familie nicht mehr im venezianischen Rat vertreten, bis sie sich 1310 gegen die Verschwörung des Baiamonte Tiepolo auszeichnete. Die Priuli waren später für ihren Reichtum und ihren Geschäftssinn bekannt; die Bank der Familie bestand im 15. und 16. Jahrhundert, ging jedoch in einer Krise wieder unter.
Die Familie spaltete sich in zahlreiche Zweige auf (darunter Cannaregio, San Polo (Grassi und Gran Can), San Felice (Scarponi), San Stae (Bruolonghi), San Samuele, San Giovanni Nuovo, San Pantaleone), von denen heute nur noch die Linie von San Polo existiert, sowie die Linie Priuli-Bon, deren Doppelnamen von einer Heirat herrührt.
Sie stellten drei Dogen, neben Lorenzo Priuli seinen älteren Bruder und Nachfolger Gerolamo Priuli und den Dogen Antonio Priuli (1618–1623). 14 Prokuratoren und 5 Kardinäle gingen aus der Familie hervor. 
Nach Mitgliedern der Familie wurden Straßen benannt, darunter die mittelalterliche Bergstraße Via Priula in Bergamo, sowie verschiedene Gebäude, etwa die Palazzi Priuli Stazio, Priuli Bon, Priuli Ruzzini und Priuli Ballan.

## Bekannte Mitglieder der Familie
- Agostino Priuli, Bischof von Bergamo 1627–1632
- Andriana Priuli, Frau des Francesco Corner, 101. Doge von Venedig; und Tochter des Antonio Priuli (94. Doge)
- Antonio Priuli (1548–1623), 94. Doge von Venedig
- Antonio Priuli (* 1669), Venezianischer Beamter
- Alvise Priuli (gestorben 1560), Orientalist und Diplomat, Vertrauter des Kardinals Reginald Pole
- Alvise Priuli (1651–1720), Kardinal
- Bianca Priuli, Mutter des Bertuccio Valier, 102. Doge von Venedig
- Elena Priuli, Mutter des Admirals Lorenzo Marcello
- Francesco Priuli (ca. 1430–1490), Admiral, tat sich bei der Eroberung Zyperns hervor
- Gerolamo Priuli (1486–1567), 83. Doge von Venedig
- Girolamo Priuli (1476–1547), venezianischer Kaufmann, Bankier und Chronist
- Giovanni Priuli (1575–1626), Komponist und Kapellmeister am Habsburgerhof
- Hieronimo Priuli (17. Jahrhundert), Podestà der Stadt Rovigo
- Lorenzo Priuli (1489–1559), 82. Doge von Venedig
- Lorenzo Priuli (Patriarch) (1538–1600), italienischer Politiker, Kardinal und Patriarch
- Luigi Priuli (1650–1720), Kardinal in San Marco
- Marieta Morosina Priuli (* 1665), Komponistin im Dienste Habsburgs, eingeheiratet
- Matteo Priuli (1528–1595), Bischof von Vicenza
- Matteo Priuli (1577–1624), Sohn des Antonio Priuli (94. Doge) und Kardinal in San Marco
- Michele Priuli (1547–1603), Bischof von Vicenza
- Michele Priuli, Sohn des Francesco, 1627 Senator und Prokurator in Venedig
- Nicolò Priuli (1792–1854), Politiker und Mäzen
- Pietro Priuli (1669–1728), Kardinal in San Marco